# Ukrán labdarúgó-bajnokság (első osztály)
Az ukrán labdarúgó-bajnokság első osztálya (ukránul: Прем'єр-ліга, magyar átírásban: Premjer-liha) a legmagasabb szintű, évenként megrendezésre kerülő labdarúgó-bajnokság Ukrajnában.
A liga 1991-ben, Ukrajna függetlenné válásának évében alakult meg. Az első, 1992-es bajnokság 20 csapatát az 1991-es szovjet labdarúgó-bajnokság legmagasabb szinteken játszó ukrán csapataiból válogatták. Az első kiírást az Tavrija Szimferopol nyerte meg.
A bajnokság legsikeresebb csapata a Dinamo Kijiv, amely eddig 15 bajnoki címmel büszkélkedhet.

## Története

### Az első évtized (1992–2000)
Az Ukrán labdarúgó-szövetség 1991. márciusi megalakulását követően szorgosan dolgozott az első független ukrán labdarúgó-bajnokság struktúrájának kidolgozásán. A nemzeti bajnokság első osztályát Viscsa Lihának (Felső liga) keresztelték, majd csapatokat válogattak: hatot a szovjet élvonalból, kettőt a másodosztályból, és további kilencet a szovjet harmadosztályból. A 17 csapatosra duzzadt ligához újabb három csapatot csatoltak: a szovjet negyedosztály ukrán területi bajnokságának két legjobbját, illetve az aktuális ukránkupa-címvédőt, aki ugyanebben a területi bajnokságban csak a 9. helyen szerénykedett.
A kialakult 20 csapatos mezőnyt két 10 csapatos csoportra bontották, ahol oda-visszavágós, körmérkőzéses rendszerben mérkőztek meg a csapatok egymással. A csoportok győztesei játszottak később a bajnoki címért, míg a 2. helyezettek vívták a bronzmérkőzést. A csoportok utolsó három helyezett csapata kiesett a másodosztályba.
Mint az várható volt, a volt szovjet bajnokság legjobb ukrán csapatai (Dinamo Kijiv, Sahtar Doneck, Dnyipro Dnyipropetrovszk, Metaliszt Harkiv, Csornomorec Odesza) végeztek a csoportok legjobb helyein, azonban nagy meglepetésre a Lvivben tartott ukrán bajnoki döntőn az SZK Tavrija Szimferopol 1–0-ra legyőzte a favoritnak számító Dinamo Kijivet. A krímiek bravúrját az is növelte, hogy a bajnokságban mindössze egyszer szenvedtek vereséget.
A lvivi kudarc arra ösztökélte a Dinamo-játékosokat, hogy a következő szezonban igazi tudásukat csillogtatva feledtessék ezt a fájó vereséget. A 16 csapatosra csökkentett második kiírás hatalmas harcot hozott a Dnyipro Dnyipropetrovszk és a Dinamo Kijiv között. A végig fej-fej mellett haladó riválisok közül végül a kijeviek jobb gólkülönbségüknek köszönhetően nyerték meg a bajnokságot úgy, hogy a Dnyipróval szembeni eredményük a dnyipropetrovszkiaknak kedvezett volna.
A következő nyolc szezon a Dinamo egyeduralmáról, illetve patinás ukrán csapatok vesszőfutásáról szólt. Míg a Dinamo nyolcszor nyerte meg egymás után a bajnokságot, az 1993–1994-es szezonban a Metaliszt Harkiv kiesett a másodosztályba; az 1995–1996-os szezonban a Sahtar Doneck története legrosszabb produkciójával csak a 10. helyen végzett; a Csornomorec Odesza liftezett az első és a másodosztály között.
Míg a nevesebb csapatok közül csak a Dinamo szerepelt jól, néhány új (például a Metalurh Harkiv, vagy az Arszenal Kijiv), kevésbé híres ukrán klub meglepő eredményeket ért el: az FK Vorszkla Poltava 1997-ben, első élvonalbeli szereplésekor a dobogó harmadik helyén zárt.

### A Dinamo–Sahtar-párharc évtizede (2001–2009)
A Dinamo egyeduralmát 2001-ben a Sahtar Donecknek sikerült megtörnie. Ezzel egy közel egyévtizedes verseny vette kezdetét a két klub között: a Dinamo két bajnoki címére a Sahtar Doneck két bajnoki címmel, majd az újabb Dinamo sikerre a Sahtar Doneck negyedik címével válaszolt.

## Rendszere
A bajnokság 14 csapat részvételével zajlik oda-visszavágós, körmérkőzéses rendszerben. A szovjet hagyományokkal szakítva, az ukrán bajnokság már a második kiírása óta a hagyományos, őszi-tavaszi rendszerben zajlik.
A bajnokság utolsó két helyezett csapata esik ki a másodosztályba (Persa Liha), ahonnan az első két helyen végzett csapat jut fel.

## Bajnokcsapatok és gólkirályok
| Szezon  | Bajnok              | Ezüstérmes                  | Bronzérmes                  | Gólkirály                                                                 |
| ------- | ------------------- | --------------------------- | --------------------------- | ------------------------------------------------------------------------- |
| 1992    | Tavrija Szimferopol | Dinamo Kijiv                | Dnyipro Dnyipropetrovszk    | Jurij Hudimenko (Tavrija Szimferopol, 12 gól)                             |
| 1992–93 | Dinamo Kijiv        | Dnyipro Dnyipropetrovszk    | Csornomorec Odesza          | Szerhij Huszjev (Csornomorec Odesza, 17 gól)                              |
| 1993–94 | Dinamo Kijiv        | Sahtar Doneck               | Csornomorec Odesza          | Timerlan Huszejnov (Csornomorec Odesza, 18 gól)                           |
| 1994–95 | Dinamo Kijiv        | Csornomorec Odesza          | Dnyipro Dnyipropetrovszk    | Arszen Avakov (Torpedo Zaporizzsja, 21 gól)                               |
| 1995–96 | Dinamo Kijiv        | Csornomorec Odesza          | Dnyipro Dnyipropetrovszk    | Timerlan Huszejnov (Csornomorec Odesza, 20 gól)                           |
| 1996–97 | Dinamo Kijiv        | Sahtar Doneck               | Vorszkla Poltava            | Oleh Matvejev (Sahtar Doneck, 21 gól)                                     |
| 1997–98 | Dinamo Kijiv        | Sahtar Doneck               | Karpati Lviv                | Szerhij Rebrov (Dinamo Kijiv, 22 gól)                                     |
| 1998–99 | Dinamo Kijiv        | Sahtar Doneck               | Krivbasz Krivij Rih         | Andrij Sevcsenko (Dinamo Kijiv, 18 gól)                                   |
| 1999–00 | Dinamo Kijiv        | Sahtar Doneck               | Krivbasz Krivij Rih         | Maksim Shatskix (Dinamo Kijiv, 20 gól)                                    |
| 2000–01 | Dinamo Kijiv        | Sahtar Doneck               | Dnyipro Dnyipropetrovszk    | Andrij Vorobej (Sahtar Doneck, 21 gól)                                    |
| 2001–02 | Sahtar Doneck       | Dinamo Kijiv                | Metalurh Doneck             | Szerhij Siscsenko (Metalurh Doneck, 12 gól)                               |
| 2002–03 | Dinamo Kijiv        | Sahtar Doneck               | Metalurh Doneck             | Maksim Shatskix (Dinamo Kijiv, 22 gól)                                    |
| 2003–04 | Dinamo Kijiv        | Sahtar Doneck               | Dnyipro Dnyipropetrovszk    | Georgi Demetradze (Metalurh Doneck, 18 gól)                               |
| 2004–05 | Sahtar Doneck       | Dinamo Kijiv                | Metalurh Doneck             | Olekszandr Koszirin (Csornomorec Odesza, 14 gól)                          |
| 2005–06 | Sahtar Doneck       | Dinamo Kijiv                | Csornomorec Odesza          | Brandao (Sahtar Doneck, 15 gól) Emmanuel Okoduwa (Arszenal Kijiv, 15 gól) |
| 2006–07 | Dinamo Kijiv        | Sahtar Doneck               | Metaliszt Harkiv            | Olekszandr Hladkij (FK Harkiv, 13 gól)                                    |
| 2007–08 | Sahtar Doneck       | Dinamo Kijiv                | Metaliszt Harkiv            | Marko Dević (Metaliszt Harkiv, 19 gól)                                    |
| 2008–09 | Dinamo Kijiv        | Sahtar Doneck               | Metaliszt Harkiv            | Olekszandr Kovpak (Tavrija Szimferopol, 17 gól)                           |
| 2009–10 | Sahtar Doneck       | Dinamo Kijiv                | Metaliszt Harkiv            | Artem Milevszkij (Dinamo Kijiv, 17 gól)                                   |
| 2010–11 | Sahtar Doneck       | Dinamo Kijiv                | Metaliszt Harkiv            | Jevhen Szeleznyov (Dnyipro Dnyipropetrovszk, 17 gól)                      |
| 2011–12 | Sahtar Doneck       | Dinamo Kijiv                | Metaliszt Harkiv            | Jevhen Szeleznyov (Sahtar Doneck, 14 gól)                                 |
| 2012-13 | Sahtar Doneck       | Metaliszt Harkiv            | Dinamo Kijiv                | Mhitarján (Sahtar Doneck, 25 gól)                                         |
| 2013-14 | Sahtar Doneck       | FK Dnyipro Dnyipropetrovszk | Metaliszt Harkiv            | Luiz Adriano (Sahtar Doneck, 20 gól)                                      |
| 2014-15 | Dinamo Kijiv        | Sahtar Doneck               | FK Dnyipro Dnyipropetrovszk | Alex Teixeira (Sahtar Doneck, 17 gól)                                     |
| 2015–16 | Dinamo Kijiv        | Sahtar Doneck               | FK Dnyipro Dnyipropetrovszk | Alex Teixeira (Sahtar Doneck, 22 gól)                                     |
| 2016–17 | Sahtar Doneck       | Dinamo Kijiv                | Zorja Luhanszk              | Andrij Jarmolenko (Dinamo Kijiv, 15 gól)                                  |
| 2017–18 | Sahtar Doneck       | Dinamo Kijiv                | Vorszkla Poltava            | Facundo Ferreyra (Sahtar Doneck, 21 gól)                                  |
| 2018–19 | Sahtar Doneck       | Dinamo Kijiv                | PFK Olekszandrija           | Júnior Moraes (Sahtar Doneck, 19 gól)                                     |
| 2019–20 | Sahtar Doneck       | Dinamo Kijiv                | Zorja Luhanszk              | Júnior Moraes (Sahtar Doneck, 20 gól)                                     |

Megjegyzések
- félkövéren jelöltük mindazon csapatokat, akik az aktuális szezonban megnyerték a bajnokságot és az ukrán kupát is. A dőlten jelölt csapatok az adott szezonban megnyerték az ukrán labdarúgókupát, de a bajnokságot nem.

### Örökmérleg klubok szerint
| Klub                | Bajnok | Ezüstérmes | Bronzérmes | Összes bajnoki cím                                                                       |
| ------------------- | ------ | ---------- | ---------- | ---------------------------------------------------------------------------------------- |
| Dinamo Kijiv        | 15     | 12         | 1          | 1993, 1994, 1995, 1996, 1997, 1998, 1999, 2000, 2001, 2003, 2004, 2007, 2009, 2015, 2016 |
| Sahtar Doneck       | 13     | 12         | 0          | 2002, 2005, 2006, 2008, 2010, 2011, 2012, 2013, 2014, 2017, 2018, 2019, 2020             |
| Tavrija Szimferopol | 1      | 0          | 0          | 1992                                                                                     |
| FK Dnyipro          | 0      | 2          | 7          |                                                                                          |
| Csornomorec Odesza  | 0      | 2          | 3          |                                                                                          |
| Metaliszt Harkiv    | 0      | 1          | 6          |                                                                                          |
| Metalurh Doneck     | 0      | 0          | 3          |                                                                                          |
| Krivbasz Krivij Rih | 0      | 0          | 2          |                                                                                          |
| Vorszkla Poltava    | 0      | 0          | 2          |                                                                                          |
| Zorja Luhanszk      | 0      | 0          | 2          |                                                                                          |
| Karpati Lviv        | 0      | 0          | 1          |                                                                                          |
| PFK Olekszandrija   | 0      | 0          | 1          |                                                                                          |

## Összesített örökmérleg
A következő táblázatban olvashatók az ukrán labdarúgócsapatok helyezései az egyes szezonokban. Rózsaszín háttérrel a megszűnt csapatokat, zöld háttérrel a 2010–11-es idényben az élvonalban szereplő csapatokat jelöltük.
| Szezon                        | 1992 | 92/93 | 93/94 | 94/95 | 95/96 | 96/97 | 97/98 | 98/99 | 99/00 | 00/01 | 01/02 | 02/03 | 03/04 | 04/05 | 05/06 | 06/07 | 07/08 | 08/09 | 09/10 |
| ----------------------------- | ---- | ----- | ----- | ----- | ----- | ----- | ----- | ----- | ----- | ----- | ----- | ----- | ----- | ----- | ----- | ----- | ----- | ----- | ----- |
| Csapatok                      | 20   | 16    | 18    | 18    | 18    | 16    | 16    | 16    | 16    | 14    | 14    | 16    | 16    | 16    | 16    | 16    | 16    | 16    | 16    |
| Arszenal Kijiv                |      |       |       |       | 4     | 11    | 10    | 7     | 10    | 6     | 12    | 5     | 9     | 9     | 12    | 14    | 6     | 11    | 7     |
| Boriszfen Boriszpil           |      |       |       |       |       |       |       |       |       |       |       |       | 7     | 16    |       |       |       |       |       |
| Bukovina Csernyivciv          | 10   | 12    | 17    |       |       |       |       |       |       |       |       |       |       |       |       |       |       |       |       |
| Csornomorec Odesza            | 5    | 3     | 3     | 2     | 2     | 7     | 15    |       | 15    |       |       | 8     | 5     | 6     | 3     | 6     | 7     | 10    | 15    |
| Dinamo Kijiv                  | 2    | 1     | 1     | 1     | 1     | 1     | 1     | 1     | 1     | 1     | 2     | 1     | 1     | 2     | 2     | 1     | 2     | 1     | 2     |
| FK Dnyipro                    | 3    | 2     | 4     | 3     | 3     | 4     | 4     | 12    | 11    | 3     | 6     | 4     | 3     | 4     | 6     | 4     | 4     | 6     | 4     |
| FK Mariupol                   |      |       |       |       |       |       | 14    | 5     | 8     | 4     | 10    | 10    | 8     | 5     | 4     | 15    |       | 14    | 12    |
| Karpati Lviv                  | 13   | 6     | 5     | 8     | 8     | 5     | 3     | 4     | 9     | 10    | 8     | 7     | 15    |       |       | 8     | 10    | 9     | 5     |
| FK Harkiv                     |      |       |       |       |       |       |       |       |       |       |       |       |       |       | 13    | 12    | 14    | 16    |       |
| Kremin Kremencsuk             | 14   | 9     | 15    | 10    | 9     | 15    |       |       |       |       |       |       |       |       |       |       |       |       |       |
| Krivbasz Krivij Rih           |      | 8     | 6     | 6     | 14    | 12    | 8     | 3     | 3     | 11    | 9     | 12    | 10    | 13    | 14    | 10    | 13    | 12    | 14    |
| FK Lviv                       |      |       |       |       |       |       |       |       |       |       |       |       |       |       |       |       |       | 15    |       |
| Metaliszt Harkiv              | 6    | 5     | 18    |       |       |       |       | 6     | 5     | 9     | 5     | 16    |       | 11    | 5     | 3     | 3     | 3     | 3     |
| Metalurh Doneck               |      |       |       |       |       |       | 7     | 14    | 7     | 5     | 3     | 3     | 4     | 3     | 9     | 9     | 12    | 4     | 8     |
| Metalurh Zaporizzsja          | 11   | 7     | 16    | 9     | 5     | 8     | 9     | 8     | 6     | 8     | 4     | 15    | 11    | 10    | 8     | 7     | 9     | 7     | 9     |
| Naftovik-Ukrnafta Ohtirka     | 16   |       |       |       |       |       |       |       |       |       |       |       |       |       |       |       | 15    |       |       |
| Niva Ternopil                 | 7    | 14    | 7     | 12    | 13    | 9     | 6     | 13    | 12    | 14    |       |       |       |       |       |       |       |       |       |
| Niva Vinnicja                 | 15   |       | 10    | 14    | 15    | 16    |       |       |       |       |       |       |       |       |       |       |       |       |       |
| Obolony Kijiv                 |      |       |       |       |       |       |       |       |       |       |       | 14    | 6     | 15    |       |       |       |       | 11    |
| PFK Olekszandrija             |      |       |       |       |       |       |       |       |       |       | 13    | 13    |       |       |       |       |       |       |       |
| Prikarpattya Ivano-Frankivszk | 17   |       |       | 11    | 11    | 13    | 13    | 15    | 14    |       |       |       |       |       |       |       |       |       |       |
| SZK Mikolajiv                 | 18   |       |       | 13    | 16    |       |       | 16    |       |       |       |       |       |       |       |       |       |       |       |
| SZKA Odesza                   | 20   |       |       |       |       |       |       |       |       |       |       |       |       |       |       |       |       |       |       |
| Sahtar Doneck                 | 4    | 4     | 2     | 4     | 10    | 2     | 2     | 2     | 2     | 2     | 1     | 2     | 2     | 1     | 1     | 2     | 1     | 2     | 1     |
| Sztal Alcsevszk               |      |       |       |       |       |       |       |       |       | 13    |       |       |       |       | 11    | 16    |       |       |       |
| Tavrija Szimferopol           | 1    | 10    | 8     | 5     | 12    | 6     | 12    | 9     | 13    | 7     | 7     | 9     | 12    | 7     | 7     | 5     | 5     | 8     | 6     |
| Temp Sepetivka                | 19   |       | 9     | 17    |       |       |       |       |       |       |       |       |       |       |       |       |       |       |       |
| Torpedo Zaporizzsja           | 8    | 13    | 13    | 7     | 7     | 14    | 16    |       |       |       |       |       |       |       |       |       |       |       |       |
| Veresz Rivne                  |      | 16    | 11    | 18    |       |       |       |       |       |       |       |       |       |       |       |       |       |       |       |
| Voliny Luck                   | 9    | 11    | 12    | 15    | 17    |       |       |       |       |       |       | 6     | 13    | 8     | 15    |       |       |       |       |
| Vorszkla Poltava              |      |       |       |       |       | 3     | 5     | 10    | 4     | 12    | 11    | 11    | 14    | 14    | 10    | 13    | 8     | 5     | 10    |
| Zakarpattya Uzshorod          |      |       |       |       |       |       |       |       |       |       | 14    |       |       | 12    | 16    |       | 16    |       | 16    |
| Zirka Kropivnickij            |      |       |       |       | 6     | 10    | 11    | 11    | 16    |       |       |       | 16    |       |       |       |       |       |       |
| Zorja Luhanszk                | 12   | 15    | 14    | 16    | 18    |       |       |       |       |       |       |       |       |       |       | 11    | 11    | 13    | 13    |

## Külső hivatkozások
- A Premer-Liha hivatalos oldala (ukránul)
- Az Ukrán Labdarúgó-szövetség hivatalos oldalaArchiválva 2012. június 6-i dátummal a Wayback Machine-ben (ukránul)